# Calathea rossii
Calathea rossii är en strimbladsväxtart som först beskrevs av Conrad Loddiges och Robert Sweet, och fick sitt nu gällande namn av Friedrich August Körnicke. Calathea rossii ingår i släktet Calathea och familjen strimbladsväxter. Inga underarter finns listade.